# عصر الكالمي
عصر الكالمي (باللاتينية: Calymmian)، (بالإغريقية : kálymma = κάλυμμα = "الغطاء")، وهو أول عصور حقبة الطلائع الوسطى، امتد من 1600 إلى 1400 مليون سنة مضت، لمدة 200 مليون سنة تقريبا. تم تعريف هذا العصر زمنياً ولا يُشار إليه بمستوى معين لطبقة صخرية على الأرض.
تميز هذا العصر بتوسع أغطية الأرصفة الموجودة، أو بالأرصفة القارية الجديدة في كراتونات القاعدة الصخرية الحديثة. تفكك قارة كولومبيا العظمى قبل حوالي 1,500 مليون سنة.